# Тули (река)
Тули (англ. Thuli) — река на юго-западе Зимбабве, левый приток нижней Шаше, протекает по территории Южного Матабелеленда.
Площадь водосборного бассейна реки составляет 7910 км².
Тули начинается на высоте примерно 1380 м над уровнем моря около Форт-Ашера в горах Матопо. Генеральным направлением течения реки является юго-юго-восток. Впадает в Шаше на высоте 571 м над уровнем моря юго-восточнее горы Джугане.
Основные притоки (от устья): Мпелеле (правый), Мвеве (правый), Чавези (левый), Мчелели (правый).